# Rue Jonfosse
La rue Jonfosse est une rue du centre de Liège reliant le pied du Thier de la Fontaine au pied de la rue Monulphe.

## Odonymie
La fosse désigne la mine (de houille). Jon serait une contraction de mot chevaux. Jonfosse signifierait donc la Mine aux Chevaux. Les chevaux étaient souvent employés pour actionner le manège dans un charbonnage. La rue Chevaufosse aurait la même origine.

## Patrimoine
Le coin avec la rue Joseph Jaspar est occupé depuis 2010 par un immeuble design dont la façade de quatre étages en brique forme trois quarts d'un cercle reprenant la structure circulaire du cirque d'hiver voisin.
La partie nord de la rue (côté Thier de la Fontaine) est une voie pavée très étroite (large d'environ 4 m) possédant un bel ensemble homogène de maisons néo-classiques en brique principalement érigées au cours du XIXe siècle. Parmi ces immeubles, l'ancienne clinique protestante Béthesda se trouve au no 9.
L'ancien institut chirurgical Jules Seeliger a été construit de 1939 à 1947 d'après les plans de l'architecte Joseph Moutschen en style moderniste (style « paquebot »). L'intérieur possède une peinture murale de Fernand Steven et un bas-relief de Louis Dupont. Le bâtiment se situe des nos 58 à 64.
Au no 72, l'ancienne armurerie et manufacture d'armes de chasse Raick Frères de style éclectique est datée de 1896.

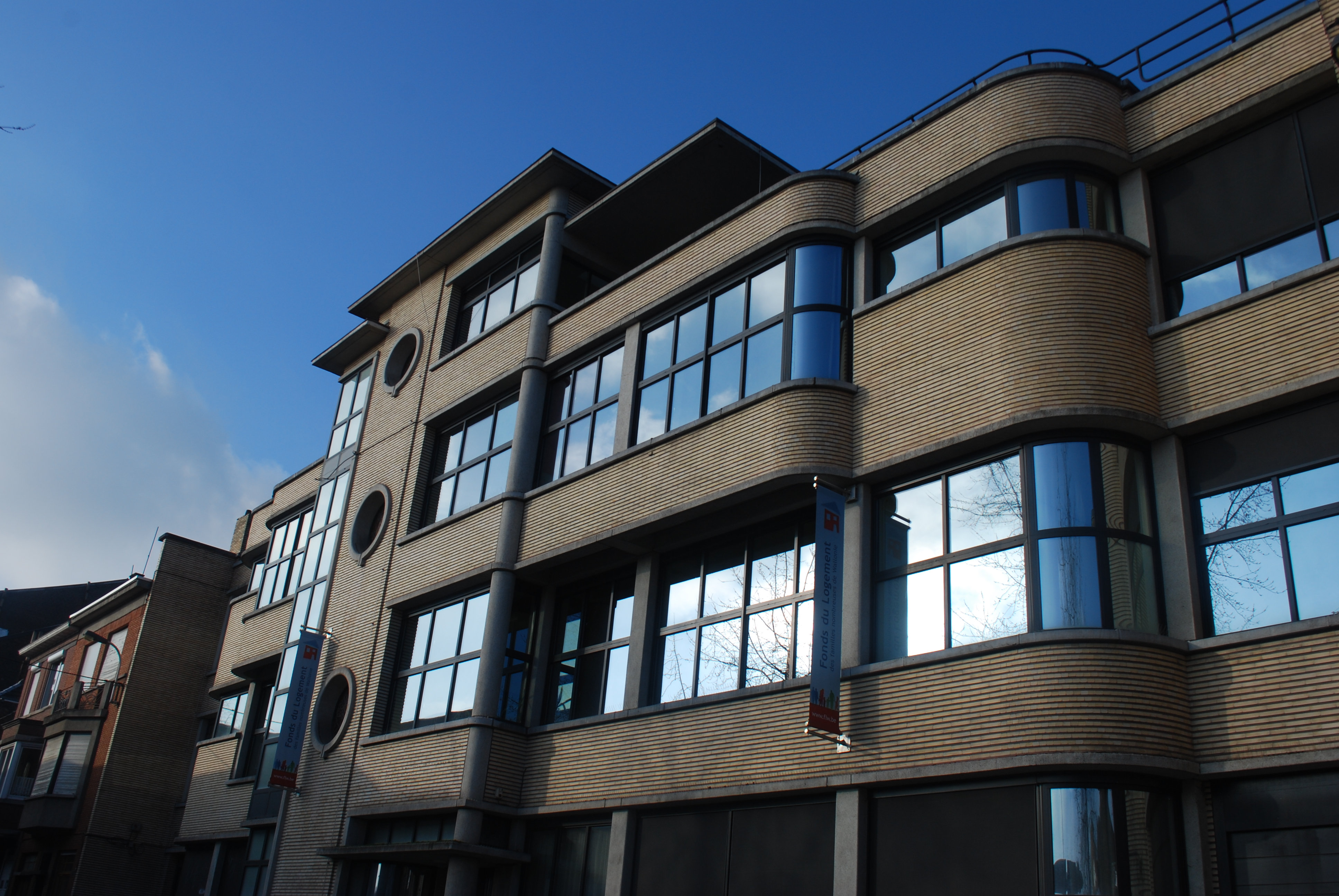
L'ancien institut chirurgical Jules Seeliger

## Activités
Le centre scolaire de Jonfosse est occupé depuis 1914.

## Voies adjacentes
- Thier de la Fontaine
- Rue Joseph Jaspar
- Rue Stéphany
- Rue Pouplin
- Rue Grandgagnage
- Rue Monulphe